# Philaenus nigritus
Philaenus nigritus is een halfvleugelig insect uit de familie Aphrophoridae. De wetenschappelijke naam van deze soort is voor het eerst geldig gepubliceerd in 1911 door Matsumura.